# Fachwerkhaus (Erzhausen, Hauptstraße 30)
Das Fachwerkhaus (Hauptstraße 30) ist ein Bauwerk in Erzhausen.

## Geschichte und Beschreibung
Das zweigeschossige Fachwerkhaus besitzt ein Dach mit kleinem Krüppelwalm.
Das Fachwerkgefüge aus dem ausgehenden 18. Jahrhunderts besitzt eine enge Stützenstellung, geschosshohe Streben, profilierte Schwellen und Giebeleinfassung.

## Denkmalschutz
Das Fachwerkhaus in der Hauptstraße 30 steht an der Einmündung der Wixhäuser Straße.
Der Eckbau ist wegen seiner Architektur und seiner ortsgeschichtlichen Bedeutung ein Kulturdenkmal.